# John Forsythe
John Forsythe (właśc. Jacob Lincoln Freund; ur. 29 stycznia 1918 w Penns Grove, zm. 1 kwietnia 2010 w Santa Ynez) – amerykański aktor filmowy, teatralny i telewizyjny oraz producent, narrator, wykładowca teatralny i filantrop. Jego kariera trwała sześć dekad. Występował także jako gość w kilku talk show i programach rozrywkowych oraz jako panelista w licznych teleturniejach.
Jego kariera aktorska rozpoczęła się w filmach w 1943. W wieku 25 lat podpisał kontrakt z Warner Bros., zagrał w czarnej komedii Alfreda Hitchcocka Kłopoty z Harrym (1955). Odtwórca roli samotnego ojca playboya, Bentleya Gregga w sitcomie NBC Ojciec kawaler (Bachelor Father, 1957–1962), niewidzianego na ekranie tajemniczego milionera Charlesa Townsenda w kultowym serialu kryminalnym ABC Aniołki Charliego (1976–1981) i jako bezwzględnego i umiłowanego patriarchy Blake’a Carringtona w popularnej operze mydlanej ABC Dynastia (1981–1989). Był gospodarzem serialu przyrodniczego ITV Survival (1971–1977) i był gospodarzem 38. wyborów Miss Universe wyemitowanych w telewizji CBS w 1989.
8 lutego 1960 otrzymał własną gwiazdę w Alei Gwiazd w Los Angeles znajdującą się przy 6549 Hollywood Boulevard.

## Życiorys

### Wczesne lata
Urodził się w Penns Grove w New Jersey w rodzinie zasymilowanych Żydów aszkenazyjskich jako najstarszy z trójki dzieci Blanche Materson (z domu Blohm) i Samuela Jeremiaha Freunda, maklera papierów wartościowych. Jego ojciec urodził się w Nowym Jorku w rodzinie polskich Żydów. Jego matka urodziła się w rodzinie żydowskich emigrantów z Prus. Wychowywał się w wierze żydowskiej w nowojorskim Brooklynie, gdzie jego ojciec pracował jako biznesmen na Wall Street w czasie wielkiego kryzysu w 1929. Mając szesnaście lat, ukończył Abraham Lincoln High School w Brooklynie i rozpoczął studia na Uniwersytecie Karoliny Północnej w Chapel Hill w stanie Karolina Północna. W 1936, w wieku osiemnastu lat, podjął pracę jako sprawozdawca radiowy i spiker w Ebbets Field Stadium w Brooklynie, relacjonował swoją miłość z dzieciństwa – baseball. Pomimo początkowej niechęci, na życzenie ojca rozpoczął karierę aktorską.

### Kariera
W 1939 wystąpił na scenie w sztuce Dick Whittington i jego kot (Dick Whittington and His Cat). Kilka lat później podpisał kontrakt z wytwórnią Warner Bros. i zagrał obiecująco w kilku małych rolach w melodramacie wojennym Akcja na Północy (Northern Pursuit, 1943) u boku Errola Flynna, filmie przygodowo-wojennym Delmera Davesa Cel Tokio (Destination Tokyo, 1943) z Cary Grantem. Podczas II wojny światowej pojawił się w Siłach Powietrznych Armii Stanów Zjednoczonych w Skrzydlate zwycięstwo (Winged Victory, 1944), a następnie współpracował z rannymi żołnierzami, którzy mieli problemy z mową.
Nie zerwał kontaktu ze sceną, w gruncie rzeczy właśnie w teatrze stworzył swoje najlepsze kreacje. Występował na Broadwayu w sztukach: Yankee Point (1942), Skrzydlate zwycięstwo (Winged Victory, 1943-44), Żółta febra (Yellow Jack, 1944), Czy to ty, czy to ja (It Takes Two, 1947), Herbaciarnia pod księżycem (The Teahouse of the August Moon, 1953-56) i Weekend (1968). W 1956 wyreżyserował spektakl broadwayowski Mister Roberts.
W 1947 przez jakiś czas był słuchaczem Actors Studio w Nowym Jorku, gdzie spotkał innych obiecujących młodych aktorów, takich jak Marlon Brando i Julie Harris. W 1952 otrzymał nagrodę pisma „TV Guide”.
W latach pięćdziesiątych wyrobił sobie pozycję na ekranie, przerzucając się od czarnej komedii Alfreda Hitchcocka Kłopoty z Harrym (The Trouble with Harry, 1955) z Shirley MacLaine do westernu Johna Sturgesa Ucieczka z Fortu Bravo (Escape from Fort Bravo, 1953) u boku Williama Holdena. Komercyjnym sukcesem była komedia Córka ambasadora (The Ambassador's Daughter, 1956) z Olivią de Havilland. Wziął udział w mamucim włoskim widowisku Dubrowsky (Il Vendicatore, 1959). o buncie wołżańskich burłaków. W dramacie kryminalnym Kotka z biczem (Kitten with a Whip, 1964) romansował na meksykańskiej granicy z Ann-Margret, a stylowym salonie z Laną Turner w melodramacie Madame X (1966). Zagrał potem we wstrząsającej w swoim obiektywizmie rekonstrukcji zbrodni Z zimną krwią (In Cold Blood, 1967), thrillerze Alfreda Hitchcocka Topaz (1969) u boku Michela Piccoli, dramacie Richarda Brooksa Szczęśliwe zakończenie (The Happy Ending, 1969) z Jean Simmons, thrillerze Do widzenia i amen (Goodbye e amen, 1977) z Claudią Cardinale i dramacie sądowym Normana Jewisona ...i sprawiedliwość dla wszystkich (...And Justice for All, 1979) u boku Ala Pacino.
Po czym nastąpiła przerwa na dużym ekranie. Objął główną rolę ojca playboya Bentleya Gregga w sitcomie NBC Ojciec kawaler (Bachelor Father, 1957-62), kontynuowanym z powodzeniem przez pięć lat. Prowadził własny program NBC John Forsythe zaprasza (The John Forsythe Show, 1965-66). W sitcomie CBS Do Rzymu z pozdrowieniami (To Rome with Love, 1969-71) wystąpił w głównej roli Michaela Endicotta. Swoim barytonem mówił teksty tajemniczego milionera Charliego w popularnym serialu kryminalnym ABC Aniołki Charliego (1976-81) oraz w kinowych wersjach z 2000 i 2003.
W pamięci telewidzów pozostał przede wszystkim w roli Blake’a Carringtona z sagi telewizyjnej ABC Dynastia (1981-89), spin-off Dynastia Colbych (The Colbys, 1985, 1986) oraz sequelu Aaron Spelling Productions Dynastia: Pojednanie (Dynasty: The Reunion, 1991). Był jedynym aktorem, który wystąpił we wszystkich odcinkach „Dynastii”.
Forsythe każdego roku brał udział w akcji czytania organizowanej dla dzieci podczas bożnarodzeniowego programu emerytalnego w pobliżu jego domu na wsi wspólnoty Solvang w stanie Kalifornia, na północ od Los Angeles.

## Życie prywatne
Spotykał się przez dwa lata z aktorką teatralną Parker MacCormick (ur. 1918, zm. 1980 na nowotwór złośliwy), przez trzy lata byli małżeństwem (1938-40), mają syna Dalla (ur. 1943). Z drugiego małżeństwa (od 18 grudnia 1942 do 15 sierpnia 1994) z aktorką Julie Warren (ur. 1919), ma dwie córki Page i Brooke Forsythe. W dniu 25 lipca 2002 roku ożenił się po raz trzeci z Nicole Carter (ur. 27 maja 1941).
11 października 2006 zdiagnozowano u niego raka jelita grubego. Zmarł w Santa Ynez w stanie Kalifornia wskutek komplikacji po zapaleniu płuc.

## Nagrody i nominacje
| Rok  | Nagroda                 | Kategoria      | Rezultat  | Tytuł    | Rola             |
| ---- | ----------------------- | -------------- | --------- | -------- | ---------------- |
| 1982 | Złoty Glob              | Najlepsza rola | Nominacja | Dynastia | Blake Carrington |
| 1983 | Złoty Glob              | Najlepsza rola | Wygrana   | Dynastia | Blake Carrington |
| 1984 | Złoty Glob              | Najlepsza rola | Wygrana   | Dynastia | Blake Carrington |
| 1985 | Złoty Glob              | Najlepsza rola | Nominacja | Dynastia | Blake Carrington |
| 1986 | Złoty Glob              | Najlepsza rola | Nominacja | Dynastia | Blake Carrington |
| 1986 | Soap Opera Digest Award | Najlepsza rola | Wygrana   | Dynastia | Blake Carrington |
| 1987 | Złoty Glob              | Najlepsza rola | Nominacja | Dynastia | Blake Carrington |

## Filmografia

### Filmy kinowe
- 1943: Akcja na Północy (Northern Pursuit) jako żołnierz
- 1943: Cel Tokio (Destination Tokyo) jako Sparks – Sailor
- 1944: Skrzydlate zwycięstwo (Winged Victory)
- 1953: W szklanej matni (The Glass Web) jako Don Newell
- 1953: Ucieczka z Fortu Bravo (Escape from Fort Bravo) jako kapitan John Marsh
- 1955: Kłopoty z Harrym (The Trouble with Harry) jako Sam Marlowe
- 1956: Córka ambasadora (The Ambassador's Daughter) jako Sierżant Danny Sullivan
- 1959: Dubrowsky (Il Vendicatore)
- 1964: Kotka z biczem (Kitten with a Whip) jako David Stratton
- 1966: Madame X jako Clayton Anderson
- 1967: Z zimną krwią (In Cold Blood) jako Alvin Dewey
- 1969: Topaz jako Michael Nordstrom
- 1969: Szczęśliwe zakończenie (The Happy Ending) jako Fred Wilson
- 1977: Do widzenia i amen (Goodbye e amen) jako amerykański ambasador
- 1979: ...i sprawiedliwość dla wszystkich (...And Justice for All) jako sędzia Henry T. Fleming
- 1988: Wigilijny show (Scrooged) jako Lew Hayward
- 1991: Nowe życie Stana i Jerzego (Stan and George’s New Life) jako ojciec
- 1997: Królowie dworu (Kings of the Court)
- 1999: Życzymy Wam Wesołych Świąt (We Wish You a Merry Christmas) jako pan Ryan (głos)
- 2000: Aniołki Charliego (Charlie’s Angels) jako Charles Townsend (głos)
- 2003: Aniołki Charliego: Zawrotna szybkość (Charlie’s Angels: Full Throttle) jako Charles Townsend (głos)

### Filmy TV
- 1964: O co biega? (See How They Run) jako Martin Young
- 1968: Cień lądu (Shadow on the Land) jako Generał Wendell Bruce
- 1976: Amelia Earhart jako G.P. Putnam
- 1977: Emily, Emily jako Niles Putnam
- 1981: Sizzle jako Mike Callahan
- 1982: Tajemnicza druga (Mysterious Two) jako He
- 1987: W ogniu (On Fire) jako Joe Leary Sr.
- 1990: Przeciwieństwa się przyciagają (Opposites Attract) jako Rex Roper
- 1991: Dynastia: Pojednanie (Dynasty: The Reunion) jako Blake Carrington

### Seriale TV
- 1948–55: Studio One jako Pete Maynard
- 1955: Alfred Hitchcock przedstawia (Alfred Hitchcock Presents) jako Kim Stanger
- 1956: Playwrights '56 jako Joe Neville
- 1957–62: Ojciec kawaler (Bachelor Father) jako Bentley Gregg
- 1962: Spotkanie z Alfredem Hitchcockiem (The Alfred Hitchcock Hour) jako Michael Barnes
- 1965–66: John Forsythe zaprasza (The John Forsythe Show) jako major John Foster
- 1969–71: Do Rzymu z miłością (To Rome with Love) jako Michael Endicott
- 1974: Policyjna opowieść (Police Story) jako Sam McCullough
- 1976–81: Aniołki Charliego (Charlie’s Angels) jako Charles Townsend (głos)
- 1978: Zmiana (Switch)
- 1981-89: Dynastia (Dynasty) jako Blake Carrington
- 1983: Statek miłości (The Love Boat)
- 1985: Dynastia Colbych (The Colbys) jako Blake Carrington
- 1986: Dynastia Colbych (The Colbys) jako Blake Carrington